# Јаблонец на Јизери
Јаблонец на Јизери (чеш. Jablonec nad Jizerou) град је у Чешкој Републици. Град се налази у управној јединици Либеречки крај, у оквиру којег припада округу Семили.

## Становништво
Према подацима о броју становника из 2018. године град је имао 1.670 становника.